# 6838 Okuda
6838 Okuda eller 1995 UD9 är en asteroid i huvudbältet som upptäcktes den 30 oktober 1995 av de båda japanska astronomerna Takeshi Urata och Yoshisada Shimizu vid Nachi-Katsuura-observatoriet. Den är uppkallad efter den japanske astronomen Toyozo Okuda.
Asteroiden har en diameter på ungefär 11 kilometer.